# Arnošt ze Schwarzenbergu
Kníže-biskup Arnošt ze Schwarzenbergu (německy Ernst Fürst zu Schwarzenberg, maďarsky Schwarzenberg Ernő herceg, 29. května 1773, Vídeň – 14. března 1821 tamtéž) byl kníže ze Schwarzenbergu, kanovník v Kolíně nad Rýnem a rábský biskup.

## Život

### Mládí a duchovní dráha
Arnošt ze Schwarzenbergu se narodil ve Vídni jako syn v Čechách narozeného knížete Jana Nepomuka I. ze Schwarzenbergu (1742–1789) a jeho manželky, Marie Eleonory, roz. hraběnky z Oettingen-Wallersteinu. Měl bratra dvojče Františka z Pauly, který byl od roku 1783 domicelářem řádové kapituly v Kolíně nad Rýnem.
Vzdělání pro svou duchovní dráhu získával ve Vídni a souběžně s tím byl od roku 1782 kanovníkem v Kolíně nad Rýnem a od roku 1792 také v Lutychu. Po zrušení tamní kapituly roku 1795, a tím pádem též ztrátě svých prebend, se stal kanovníkem v Salcburku a od roku 1796 taktéž v Pasově. Oba kanonikáty však později rovněž zanikly následkem jejich sekularizace.
Roku 1807 ve Vídni jej arcibiskup Jeroným František Josef z Colloredo-Mannsfeldu vysvětil na kněze. Od roku 1808 byl kanovníkem v Ostřihomi, v roce 1816 se stal arcidiakonem ve slovenském Šaštíně, kde prováděl vizitaci. V roce 1818 byl kníže Schwarzenberg jmenován biskupem rábským (Győr) v době výročí 220 let osvobození města od Turků jedním z jeho předků, Adolfem ze Schwarzenbergu. Biskupské svěcení obdržel roku 1819. Jeho započatou intenzivní duchovní činnost však předčasně ukončilo jeho náhlé úmrtí.
Jedním z jeho bratrů byl polní maršál generalissimus Karel Filip ze Schwarzenbergu (1771–1820), vrchní velitel koaliční armády proti Napoleonovi, v „Bitvě národů“ u Lipska. Jeho synovci pak byli rakouský ministerský předseda Felix ze Schwarzenbergu (1800–1852) a jeho bratr kníže, kardinál a arcibiskup pražský Bedřich ze Schwarzenbergu (1809–1885).

### Umělecká činnost
V roce 1804 se usadil na zámku Aigen poblíž Salcburku a nechal zásadně rozšířit tamní zámecký park. Z jeho iniciativy byl Gollinský vodopád zpřístupněn veřejnosti. Věnoval se krajinomalbě, sepsal pojednání o zřízení hudební akademie v Salcburku a podporoval hudební talenty, jako např. sopranistku Elisabeth von Neukomm nebo pozdějšího vídeňského dvorního kapelníka Ignaze Aßmayera. Na svém panství pořádal koncerty, který se aktivně účastnil jako zpěvák a dostalo se mu věnování mnoha skladeb, mj. např. od Josepha Haydna.
| Předchůdce: Kristián August Saský | Znak z doby nástupu | 9. biskup rábský 1726–1732 | Znak z doby konce vlády | Nástupce: Adolf Groll |